# Top 100 des pollueurs atmosphériques

Logo de pollution atmosphérique.

Le Top 100 des pollueurs atmosphériques (Toxic 100 Air Polluters Index) classe les entreprises industrielles selon leur impact sur la pollution atmosphérique aux États-Unis.

## Principe
Établi par le Political Economy Research Institute (en) (PERI, en français Institut de recherche en politique économique) de l'Université du Massachusetts à Amherst en 2002, ce classement a depuis été mis à jour à cinq reprises. Les recherches du PERI s'inscrivent dans le cadre du Corporate Toxics Information Project (projet d'information sur les émissions de polluants des entreprises) et reposent sur le Freedom of Information Act et le droit à la propreté de l'air et de l'eau établi par le Clean air Act.

## Indicateurs
Le PERI retient trois indicateurs pour établir le classement :
- L'indice de pollution comprend la masse des polluants atmosphériques émis directement et indirectement par l'entreprise, en conformité avec le registre officiel (Toxics Release Inventory, TRI) de l'Agence américaine de protection de l'environnement. Cette donnée est ensuite pondérée par la toxicité des polluants émis, par leur capacité à se diffuser dans l'air, et par le nombre de personnes potentiellement touchées. Cette pondération est effectuée selon les directives de l'agence fédérale, en prévention du risque. Le score est déterminé par la formule : émissions × toxicité × exposition de la population.
- La quantité de polluants atmosphériques émis directement, avec pondération de la toxicité et du nombre de personnes concernées.
- La quantité de polluants atmosphériques émis indirectement, sans pondération de la toxicité ni du nombre de personnes concernées.

Le classement se limite à la présentation de la pollution atmosphérique causée par les plus grandes entreprises, recensées annuellement par les magazines Fortune, Forbes, ou par Standard & Poor's. L'activité des filiales est systématiquement rattachée à celle de la maison-mère.
Dans le rapport 2016 qui compile des données de 2014, les premiers pollueurs atmosphériques sont Alcoa, DuPont, Bayer, General Electric et Exxon Mobil.

## Critiques
Le 3 novembre 2013, la société Precision Castparts Corp. publie un rapport critiquant la méthodologie employée par le PERI. Michael Ash, professeur de l'Université du Massachusetts, défend l'étude en rappelant les critères établis par l'Agence américaine de protection de l'environnement. 